# Эрнандес, Карлос (боксёр)
Ка́рлос Энри́ке Эрна́ндес Ра́мос (исп. Carlos Enrique Hernández Ramos; 21 апреля 1940, Каракас — 2 июля 2016, там же) — венесуэльский боксёр, представитель лёгкой и первой полусредней весовых категорий. Выступал на профессиональном уровне в период 1959—1971 годов, владел титулами чемпиона мира по версиям WBC и WBA, первый в истории Венесуэлы чемпион мира по боксу.

## Биография
Активно заниматься боксом начал с раннего детства, проходил подготовку под руководством тренеров Хуансио Медины и Чики Ферерры.
Начинал спортивную карьеру как любитель, первого серьёзного успеха добился уже в возрасте пятнадцати лет, когда стал чемпионом своего федерального округа и выиграл национальное первенство в полулёгкой весовой категории. Позже побеждал на чемпионате Центральной Америки и стран Карибского бассейна, одержал победу на международном турнире в Мексике, в общей сложности провёл среди любителей 25 официальных боёв, из которых все выиграл.
Дебютировал на профессиональном уровне в январе 1959 года, выиграв у своего первого соперника техническим нокаутом в третьем раунде. Выходил на ринг довольно часто, так, в течение первого года провёл 13 поединков — лишь в двух случаях была зафиксирована ничья, тогда как во всех остальных он неизменно был победителем. В июле 1960 года завоевал титул чемпиона Венесуэлы в лёгкой весовой категории, нокаутировав соотечественника Висенте Риваса. Первое в карьере поражение потерпел в июне 1961 года, по очкам в десяти раундах от известного американского боксёра Эдди Перкинса.
Несмотря на поражение, продолжил драться на ринге, он выигрывал большинство своих поединков и постепенно поднимался в мировых рейтингах. Имея в послужном списке 36 побед и только три поражения, в 1965 году Карлос Эрнандес удостоился права оспорить титулы чемпиона мира по версиям Всемирного боксёрского совета (WBC) и Всемирной боксёрской ассоциации (WBA) в первой полусредней весовой категории. Он вновь встретился с Эдди Перкинсом и сумел взять у него реванш, выиграв по итогам пятнадцати раундов раздельным решением судей. Таким образом, он стал первым в истории Венесуэлы чемпионом мира по боксу.
Дважды защитил полученные чемпионские пояса, провёл пару обычных рейтинговых боёв, после чего в апреле 1966 года в рамках третьей защиты титулов встретился с серебряным олимпийским призёром из Италии Сандро Лопополо. Бой между ними продлился все пятнадцать раундов, в итоге двое судей отдали победу итальянцу, тогда как третий поставил ничью.
Лишившись обоих чемпионских титулов, в дальнейшем Эрнандес ещё в течение нескольких продолжал с попеременным успехом выступать на профессиональном уровне. В мае 1969 года ему представилась возможность вернуть себе титул чемпиона мира WBA в первом полусреднем весе, однако победить действующего чемпиона аргентинца Николино Локке он не смог, по окончании пятнадцати раундов судьи единогласно назвали победителем Локке. Последний раз Эрнандес боксировал в официальном поединке в мае 1971 года, ему противостоял британец Кен Бьюкенен, победивший техническим нокаутом в восьмом раунде. В общей сложности Карлос Эрнандес провёл на профессиональном уровне 76 боёв, из них 60 выиграл (в том числе 44 досрочно), 12 проиграл, в четырёх случаях была зафиксирована ничья.